# Zjedzeni żywcem (film 1980)
Zjedzeni żywcem (tytuł oryg. Mangiati vivi!) – włoski film kanibalistyczny, którego premiera miała miejsce 20 marca 1980 roku.

## Fabuła
Młoda kobieta, Sheila Morris, poszukuje zaginionej siostry Diany. Ślady wiodą do dzikiej dżungli w Nowej Gwinei, gdzie demoniczny przywódca tajemniczej sekty hołduje starożytnym rytuałom kanibali.